# Prager Plempe

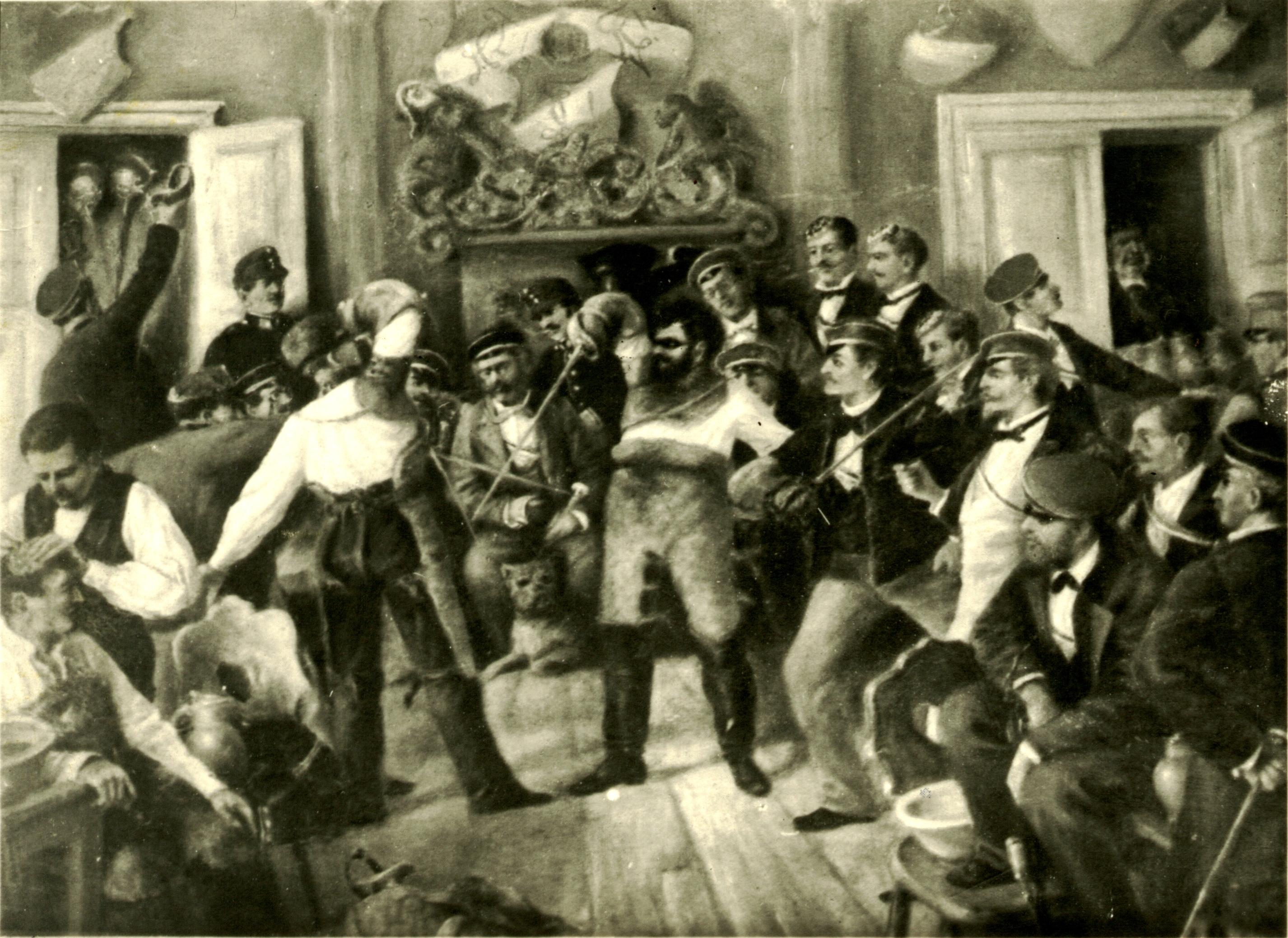
Mensur auf Plempe in Prag zwischen Carolina (links) und Albia (rechts), der Sekundant ist Mitglied des Corps Austria, um 1877

Die Prager Plempe war eine studentische Fechtwaffe, die nur über einen kurzen Zeitraum in der zweiten Hälfte des 19. Jahrhunderts zur Austragung von Mensuren bei den deutschsprachigen Studenten in Prag Verwendung fand. Sie kann am ehesten mit einem Glockenschläger ohne Steg verglichen werden. 
Das Wort Plempe bezeichnete in der deutschen Sprache etwa seit dem 18. Jahrhundert einen Säbel. Heute wird es umgangssprachlich (korporationsstudentisch) für den Korbschläger verwandt. 

## Beschreibung
Als Prager Besonderheit bestand diese Waffe aus einer Schlägerklinge und einem "französischen" Säbelkorb. Als französischer Säbel wurde in der zweiten Hälfte des 19. Jahrhunderts in Österreich der österreichische Muschelsäbel bezeichnet. Vergleichende Untersuchungen haben ergeben, dass die Schlägerklinge in die Körbe österreichischer Kavalleriesäbel Modell M 1850 und vermutlich ab 1869 in Modell M 1861 gezogen wurde. 
Entstanden ist diese Kombination durch den Anfang der 1860er Jahre in Prag unterrichtenden französischen Fechtmeister Le Gros. Dieser weigerte sich, akademisches Schlägerfechten zu unterrichten, so dass auf Basis des von Le Gros weiterhin vermittelten französischen Säbelfechtens der deutsche Stil nach bestem Wissen kopiert wurde. Hierfür verwendete man den gewohnten Säbelkorb und zog eine gerade Schlägerklinge ein. Unterstützt wurde die Entwicklung durch enge Beziehungen einiger Korporationen zu Glockenschläger fechtenden Korporationen, was auch fast zu einer Einführung des Glockenschläger als Prager Commentwaffe geführt hätte. Das dort jedenfalls verwendete vergleichsweise offene Gefäß ähnelte dem Säbelgefäß und erlaubte eine Übertragung des Fechtstils und wohl auch die Nutzung gleicher Bandagen. Dies führte auch dazu, dass in einigen Fällen die Hälfte jeder Mensur mit Glockenschläger und die andere Hälfte mit Plempe gefochten wurde. Das Ende der Plempe kam durch den Wechsel des Fechtmeisters Hergsell nach Prag, der dort auch im Korbschläger unterrichtete sowie durch den aufgrund überörtlicher Zusammenschlüsse bedingten Zwang zum Korbschläger als einheitliche altösterreichische Commentwaffe.
Die erste historisch belegte Mensur auf "Prager Plempe" wurde am 6. Juni 1861 zwischen den Studenten Troeger (Burschenschaft Albia) und Liberda (Burschenschaft Carolina) gefochten. Schon wenige Jahre später schafften die Prager Corps die Plempe ab und führten im Jahre 1877 mit einer Partie zwischen Neuwirth (Corps Austria) und Eckstein (Corps Moldavia) den Korbschläger ein. Die Prager Burschenschaften taten dies im Jahre 1880.